# Fluid Motorsport Development
Fluid Motorsport Development – brytyjski konstruktor samochodów wyścigowych startujących w Formule Ford oraz zespół wyścigowy, założony w 2002 roku przez Lindsaya Allena i Rogera Littina z bazą w Sudbury w hrabstwie Suffolk. Pierwotnie zespół został nazwany Nexa Racing, do tej nazwy wracano także wielokrotnie w kolejnych latach. W historii satrtów ekipa pojawiała się w stawce Brytyjskiej Formuły Ford oraz Brytyjskiej Formuły 3.